# Alois van Liechtenstein (regent)
Alois Philipp Maria erfprins van Liechtenstein (Zürich, 11 juni 1968), is de oudste zoon van Hans Adam II, vorst van Liechtenstein, en prinses Marie. Sinds 15 augustus 2004 is hij regent van Liechtenstein, maar hij neemt de titel van vorst pas over wanneer zijn vader overlijdt.

## Familie
Op 3 juli 1993 trouwde prins Alois in de Sint-Florinkathedraal van Vaduz met hertogin Sophie Herzogin in Bayern, dochter van Max van Beieren (directe afstammeling van de laatste koning van Beieren, Lodewijk III). Ze hebben vier kinderen:
- prins Joseph Wenzel (Londen, 24 mei 1995)
- prinses Marie Caroline (Grabs, 17 oktober 1996)
- prins Georg (Grabs, 20 april 1999)
- prins Nikolaus (Grabs, 6 december 2000)